# Ratolí d'arrossar cuallarg
El ratolí d'arrossar cuallarg (Oligoryzomys longicaudatus) és una espècie de rosegador de la família dels cricètids. És un petit rosegador de pelatge curt i suau, dors de color cafè clar a groc ocre i ventre grisenc. El cos fa entre 6 i 8 cm, mentre que la cua aconsegueix els 11 i 15 cm de longitud. Pesa entre 17 i 35 grams. Es troba en els Andes del sud de Xile i l'Argentina, amb una població perifèrica a l'est de l'Argentina.